# Мухолов рудощокий
Мухолов рудощокий (Poecilotriccus luluae) — вид горобцеподібних птахів родини тиранових (Tyrannidae). Ендемік Перу.

## Опис
Довжина птаха становить 10 см. Голова яскраво-руда, на шиї і потилиці чорнувата смуга, за якою іде тонка біла смуга. Верхня частина тіла і надхвістя оливково-зелені, верхня частина грудей жовтувато-оливкова, решта нижньої частини тіла охриста. Покривні пера крил мають охристі кінчики, другорядні і третьорядні махові пера мають темно-коричневі внутрішні опахала і жовті зовнішні опахала. Першорядні махові і стернові пера чорнуваті з вузькими оливково-коричневими зовнішніми краями.

## Поширення і екологія
Рудощокі мухолови локально поширені на півночі Перу, в регіонах Амазонас і Сан-Мартін. Вони живуть у вологих гірських тропічних лісах Анд. Віддають перевагу узліссям, бамбуковим і чагарникових заростям. Зустрічаються на висоті від 1900 до 2600 м над рівнем моря.

## Збереження
МСОП класифікує цей вид як такий, що перебуває під загрозою зникнення. За оцінками дослідників, популяція рудощоких мухоловів становить від 1600 до 7000 птахів. Їм загрожує знищення природного середовища.